# 近藤翔耶
近藤 翔耶（こんどう とわ、2002年9月1日 - ）は、ジャパンラグビーリーグワンクボタスピアーズ船橋・東京ベイに所属するラグビー選手。

## 来歴
小学1年の時、OTJラグビースクール（大阪府大東市）でラグビーを始める。
2017年、大阪府中学校代表として、全国中学生ラグビーフットボール大会で優勝。
2018年、東海大学付属大阪仰星高等学校に進学。高2・高3年で花園（全国高等学校ラグビーフットボール大会）に出場。
高3時にキャプテンを務め、東福岡高等学校との準々決勝では、ロスタイム18分の戦いの末に、引き分け抽選で準決勝進出にならなかった（後述「エピソード」を参照）。
東海大学に進み、東海大学湘南校舎体育会ラグビーフットボール部の1年時から関東大学リーグ戦に出場。2年時からは、大学選手権までの全試合で先発センターで出場した。大学3年時には「2023年関東大学リーグ戦ベスト15」に選ばれた。2024年、合同主将に就任した。
2025年1月21日、ジャパンラグビーリーグワンのクボタスピアーズ船橋・東京ベイへの入団を発表した。同年3月、東海大学卒業。

## エピソード
2021年1月3日、東海大学付属大阪仰星高等学校ラグビー部の主将として出場した第100回全国高校ラグビー大会準々決勝において、ロスタイム18分の末に、東福岡高等学校と引き分け。抽選により、準決勝への進出を逃した。試合後に、「敵と味方ではなく、30人で試合しているというか、一体感というか、プレー中にノーサイドが先に来ていた気がします」というコメントを残した。